# واگن ویل (نیومکزیکو)
واگن ویل (به انگلیسی: Wagon Wheel) یک منطقهٔ مسکونی در ایالات متحده آمریکا است که در نیومکزیکو قرار دارد. واگن ویل ۲٬۰۰۴٫۰۸ متر بالاتر از سطح دریا واقع شده‌است.